# Walter Owen Bentley
Walter Owen Bentley (Hampstead, 16 settembre 1888 – Woking, 13 agosto 1971) è stato un ingegnere e imprenditore inglese.
A seguito delle pionieristiche sperimentazioni che lo portarono alla realizzazione dei primi motori aeronautici in alluminio, tanto da esserne considerato l'inventore, egli nel 1919 fondò la Bentley Motors Ltd., che ancora attualmente produce vetture sportive e di lusso. 

## Biografia

### Gli studi e la formazione
Walter Owen Bentley, MBE, conosciuto semplicemente come “W.O.”, nacque a Londra, nel sobborgo residenziale di Hampstead, da Alfred Bentley ed Emily Waterhouse. 
Ultimo di nove figli, frequentò con profitto il Clifton College di Bristol dal 1902 al 1905 e successivamente il King's College of London ma, contemporaneamente, la sua grande passione per la meccanica lo portò a frequentare svariate officine, prime tra tutte quelle ferroviarie della Great Northern Railway dove si fabbricavano le locomotive che tanto affascinavano il giovane W.O. Egli stesso scrisse in seguito: «la vista di una Patrick Stirling a otto assi mi colpì profondamente.»

### L’apprendistato nelle officine ferroviarie
E fu proprio presso le officine della Great Northern Railway che nel 1905 il giovane W.O. iniziò la sua esperienza professionale, avviando un produttivo apprendistato di circa cinque anni per la somma di 75 sterline e realizzando anche l'ambìto desiderio che aveva fin da bambino, ovvero condurre una locomotiva della Great Northern Atlantic. 

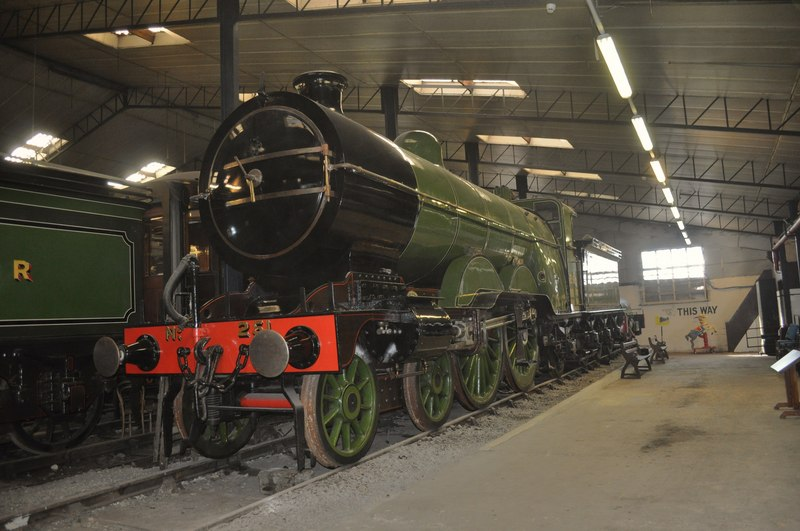
La GNR Atlantic express locomotive n. 251

Effettivamente, al termine dell'apprendistato nell’estate del 1910 W.O. divenne fuochista di seconda sulla linea ferroviaria Londra-Leeds tuttavia, nel frattempo, aveva anche acquisito le nozioni necessarie per progettare e costruire macchine complesse. 
Sempre più affascinato dalla velocità e dalla competizione, il giovane W.O. si confrontò anche con l’equitazione e l’ambito motociclistico, gareggiando con una Quadrant, una Rex e una Indian, tant’è che al termine dell’apprendistato presso la Great Northern Railway, W.O. intuì che la carriera nelle ferrovie non lo avrebbe soddisfatto pienamente, poiché egli si scoprì sempre più orientato verso il mondo dei motori e soprattutto dell’automobile, che si stava imponendo come nuovo mezzo di trasporto, nonché nuovo emblema di ricchezza dell’epoca.

### La Bentley&Bentley e le prime sperimentazioni meccaniche
Nel 1911 W.O. terminò gli studi di ingegneria al King's College of London e, dopo un periodo di lavoro presso la National Motor Cab Company, nel 1912 fondò la Bentley&Bentley insieme a suo fratello Horace Millner, detto “H.M.”, un’impresa che importava in Gran Bretagna le vetture francesi DFP. Da appassionato dei motori W.O. era fermamente convinto che la partecipazione a competizioni fosse il mezzo migliore per commercializzare le automobili e, non soddisfatto delle prestazioni delle DFP che importava dalla Francia, W.O. iniziò la sua avventura nel mondo dell’automobilismo elaborandone i motori. In una prima officina di Mews Street a Londra, W.O. approntò un primo modulo di pistoni in lega di alluminio con un albero adattato e li montò in un motore di una DFP, con cui effettuò numerosi collaudi presso la pista di Brooklands tra il 1913 e il 1914.

### Il successo dei motori aeronautici in alluminio
Nella primavera del 1914 W.O. si sposò con Leonie Gore, la figlia di un baronetto e durante gli anni della Grande Guerra, W.O. ebbe l’occasione di lavorare per il Royal Naval Air Service, che lo convocò per merito della sua conoscenza riguardo l’elaborazione dei motori DFP delle vetture che la Bentley&Bentley importava in Gran Bretagna. Grazie a questa occasione egli conobbe Lord Hives, celebre ingegnere della Rolls-Royce che era alle prese con le fasi embrionali di progettazione di un motore aeronautico, con cui W.O. ebbe modo di sperimentare le ottime potenzialità dell’alluminio: fu così che il primo propulsore aeronautico Rolls-Royce Eagle fu realizzato con questo materiale, anziché in acciaio. 

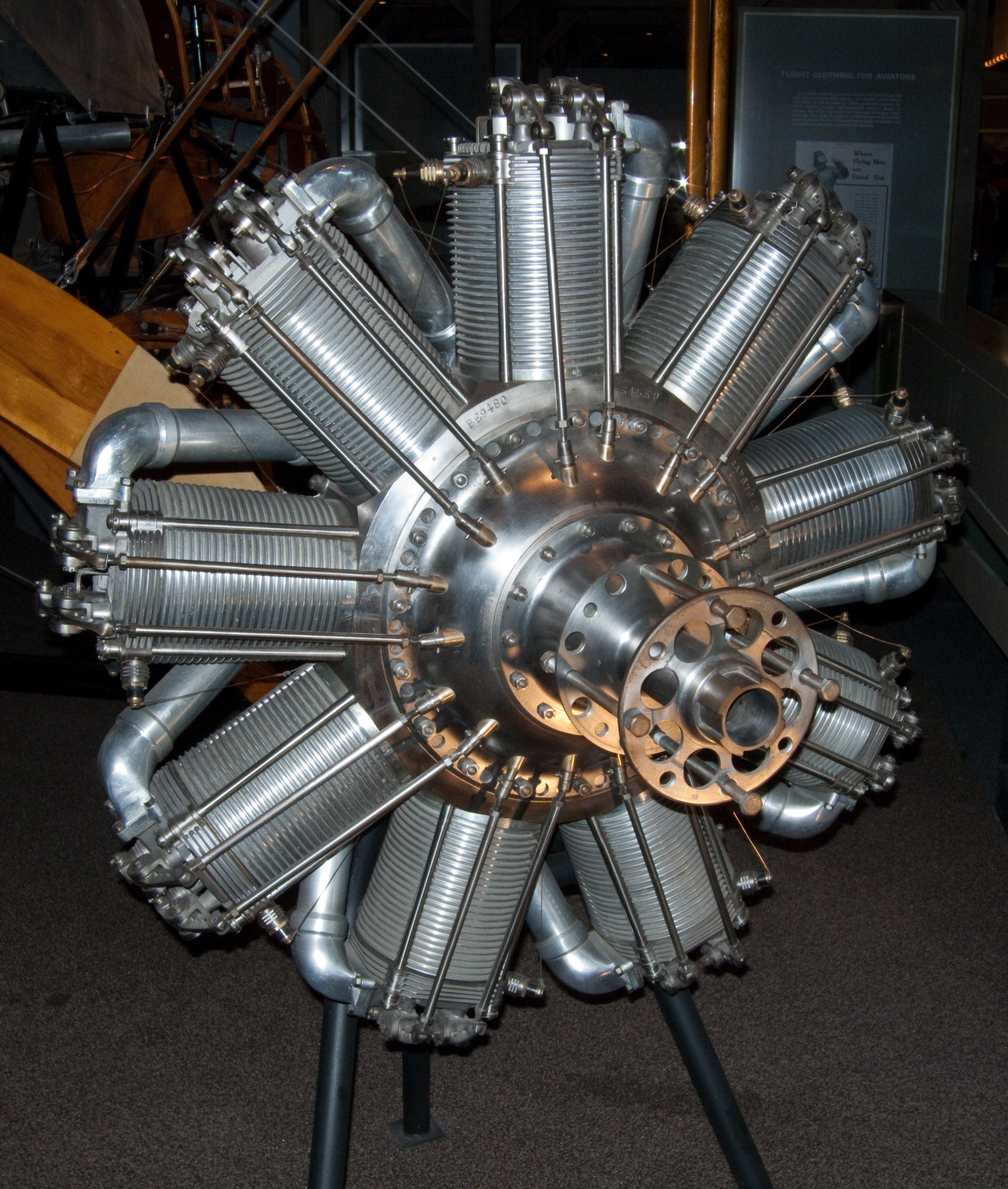
Il BR2 del 1918,
un motore rotativo aeronautico realizzato in alluminio

A seguito della realizzazione del motore Eagle, la fama di W.O. iniziò a diffondersi e dalle officine Rolls-Royce di Derby W.O. venne chiamato a Wolverhampton da Louis Coatalen della Sunbeam, che produsse un analogo motore aeronautico per i propri velivoli. 
In seguito W.O. fu contattato anche dall'industria francese Clerget che aveva aperto un nuovo stabilimento a Chiswick e poi prestò la sua consulenza alle officine Humber di Coventry, dove gli fu affidata un’intera squadra per la progettazione di un nuovo motore, il cui primo prototipo fu pronto nell'estate del 1916. 
Da quest’ultima esperienza nacque il Bentley BR1 a cui seguì un secondo più grande, il BR2 del 1918, la cui più nota applicazione è quella del Sopwith Snipe, il caccia monoposto standard RAF del primo dopoguerra e sulla sua versione da attacco al suolo, il Sopwith TF-2 Salamander.
Questo importante traguardo valse a W.O. la nomina di MBE e il merito di essere considerato l’inventore del motore in alluminio.

### La nascita della Bentley Motors Ltd., le corse e iBentley Boys
Nel 1919 Leonie Gore lasciò vedovo W.O. a causa di un’epidemia di influenza spagnola. Egli, seppur provato nell’animo, tornò presto a dedicarsi alacremente al lavoro e nello stesso anno valutò che i tempi erano maturi per fondare una propria azienda automobilistica, pertanto la piccola officina di Mews Street divenne la prima sede della Bentley Motors Ltd.
Grazie alla recente e pionieristica esperienza di realizzazione dei potenti motori aeronautici in alluminio, da questa prima officina uscì il prototipo 3 Litre, che montava un propulsore in alluminio da tre litri a quattro cilindri, progettato dallo stesso W.O. che, nel gennaio 1920, guidò personalmente per un lungo percorso di collaudo lungo le strade dell'Inghilterra.

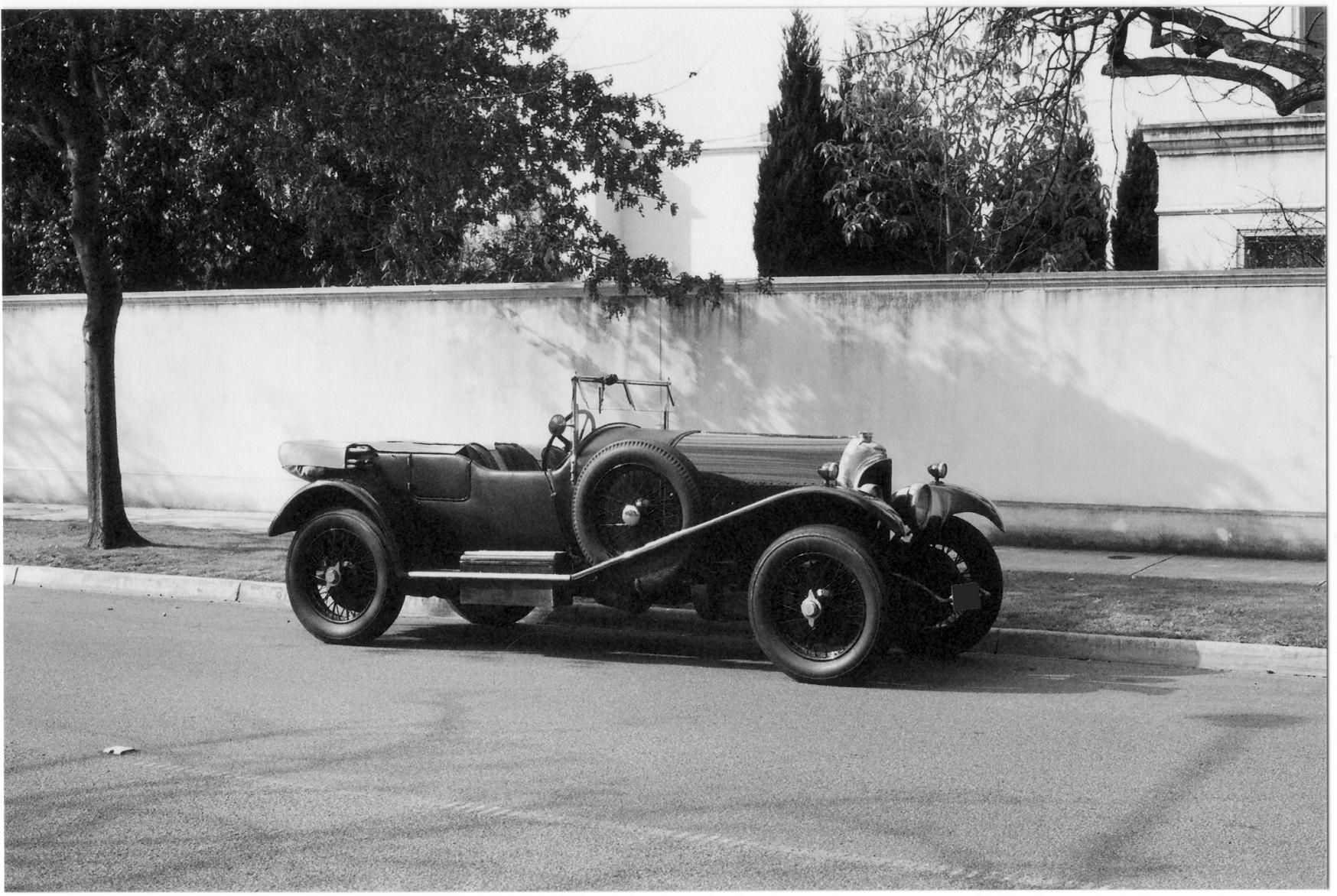
Una 3 Litre dei primi anni venti

Nell’autunno del 1920 W.O. sposò Audrey “Poppy” Hutchinson e nel 1921 la Bentley Motors Ltd. trasferì la propria sede in un nuovo stabilimento a Cricklewood, dove vennero fabbricate in serie e vendute le prime 3 Litre a marchio Bentley.
La passione per la velocità e le corse automobilistiche portò presto W.O. a investire moltissime risorse per creare vetture dalle prestazioni sempre più sportive e, nel 1922, egli decise di partecipare per la prima volta alla celebre 500 Miglia di Indianapolis con un modello speciale di 3 Litre pilotata da Douglas Hawkes che si classificò al 13º posto, gareggiando a una media di 80 miglia orarie. 
Nel 1923 la Bentley, con un nuovo team rinominato Bentley Boys capitanato da Richard Sidney Witchell, un vecchio compagno di scuola di W.O., partecipò con la medesima 3 Litre alla celebre 24 Ore di Le Mans, raggiungendo il quarto posto. Tuttavia la vittoria non tardò ad arrivare quando, nel 1924, lo stesso modello 3 Litre fu pilotato da Woolf Barnato classificandosi al 1º posto. 
Nel 1928 W.O. progettò un innovativo motore in alluminio a sei cilindri e con sei marce, che consentiva alte prestazioni con consumi più contenuti. W.O. decise di montare questo nuovo propulsore sulla 6½ Litre Speed Six con cui vinse nuovamente la 24 Ore di Le Mans. La robustezza delle vetture e il successo nelle gare automobilistiche fecero di Bentley sinonimo indiscusso di prestigio e sportività, tanto da portare il collega Ettore Bugatti ad affermare che «soltanto Mr. Bentley può costruire i più veloci bolidi sportivi.»

### La crisi della Bentley e la sua vendita
Nel 1926 W.O. era uno stimato uomo di successo, a capo di un’azienda automobilistica tra le tante nate nei primi decenni del Novecento, che tuttavia si distingueva per le collaudate prestazioni sportive e l’affidabilità. 
Nonostante il buon successo commerciale delle vetture W.O., sempre più impegnato nella sua passione per le competizioni, andò incontro a una carenza di liquidità che lo vide costretto a cercare un nuovo finanziatore. Egli conobbe Barney Barnato, noto proprietario delle miniere sudafricane di Kimberley, nonché padre del pilota Woolf che già aveva apprezzato per la sua vittoria del 1924 a bordo della 3 Litre. Egli gli propose di finanziare la Bentley con un capitale di circa centomila sterline e alla luce di questo nuovo investimento W.O. riuscì a continuare la propria attività, senza abbandonare le competizioni sportive della 24 Ore di Le Mans, che gli riservarono nuove vittorie nel 1927 e nel 1928 con una 4½ Litre pilotata da Woolf Barnato e Bernard Rubin. 
Malgrado ciò la crisi economica del 1929 decretò la fine di un periodo di gloria e W.O. si trovò solo a combattere contro una gestione alquanto difficile, senza più il fondamentale sostegno economico di Barney Barnato. Alla fine del 1930 il bilancio della Bentley era in perdita di oltre centotrentamila sterline e W.O. si vide costretto a mettere in liquidazione volontaria l’azienda, tuttavia prese contatti con la Napier, un’industria meccanica che ormai fabbricava aerei ma che avrebbe desiderato tornare a produrre automobili. A seguito di alcuni incontri preliminari, W.O. e la dirigenza della Napier presero accordi per un’eventuale fusione, ipotizzando un piano di produzione di nuove vetture da lui progettate. 
Inaspettatamente, nell’autunno del 1931 il British Central Equitable Trust che gestiva la pratica di liquidazione della Bentley Motors Ltd. ricevette una nuova richiesta d'acquisto anonima, il cui insolito vincolo stabiliva la rivelazione dell'acquirente soltanto ad affare concluso. Fu così che W.O., dopo aver siglato l'accordo, scoprì che ad acquistare la Bentley era stata la celebre azienda rivale Rolls-Royce Ltd.
A seguito di questa operazione, W.O. ottenne dal tribunale un contratto di consulenza di quattro anni con la Rolls-Royce e i debiti della Bentley vennero appianati ma la produzione subì un momentaneo arresto e gli storici stabilimenti di Cricklewood vennero chiusi. 
W.O. venne dapprima ingaggiato per riprogettare un nuovo motore V12 per la Rolls-Royce Phantom III ma in seguito venne incaricato di seguire la clientela e, soprattutto, di occuparsi dei collaudi delle vetture in giro per l'Europa.
A questo proposito W.O. compì svariati viaggi in Gran Bretagna, Scozia, ma anche in Francia e sulle Alpi, tuttavia questi nuovi incarichi si rivelarono mirati prevalentemente a estrometterlo al più presto dalla dirigenza Rolls-Royce, con cui non mancarono inevitabili dissapori.
Anche la vita privata di W.O. risentì di questa situazione e il 1931 fu segnato anche dal divorzio con la seconda moglie “Poppy”.

### Dalla Rolls-Royce alla Lagonda
Nel 1935, allo scadere del proprio contratto e alla luce di una politica aziendale che non condivise mai pienamente, W.O. decise di lasciare ogni incarico in Rolls-Royce, dato che con il nuovo assetto societario fu presto evidente che molte scelte avrebbero radicalmente cambiato il destino della Bentley. 
Dopo essere convolato a nozze una terza volta con Margaret Roberts Hutton, W.O. approdò alla Lagonda come direttore tecnico e con cui iniziò una proficua collaborazione, pur mantenendo la direzione del Bentley Drivers' Club, fondato da lui stesso nel 1936 e di cui nel 1947 nominò direttore l'ex pilota Woolf Barnato.

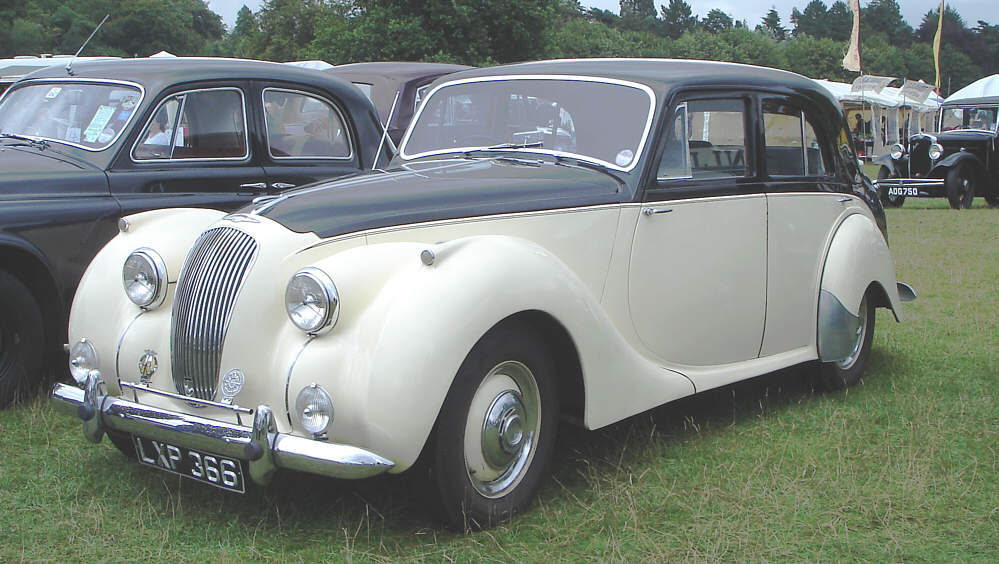
Una Lagonda 2.6 Litre straight-six saloon

Gli anni di lavoro con la Lagonda videro W.O. collaborare alacremente con il gruppo costituito in gran parte da progettisti che lo avevano seguito lasciando la Rolls-Royce e ritornò a partecipare a quelle competizioni sportive a cui la Bentley, ormai marchio minore della Rolls-Royce a tutti gli effetti, non partecipava più da tempo. Il nuovo motore V12 progettato da W.O, con Stewart Tresilian come capo progetto, fu lanciato nel 1937 e in seguito montato sul modello Rapide esibito nel 1939 al New York Motor Show, che divenne protagonista di quell'edizione poiché considerata l'«auto più costosa al mondo».
Durante la Seconda Guerra mondiale W.O. lavorò su un nuovo motore a sei cilindri in linea e in seguito sviluppò un nuovo tipo di motore con camme in testa e doppio carburatore che tuttavia non fu pronto fino al 1948.

### Gli ultimi anni: il passaggio alla Aston Martin e poi alla Armstrong Siddeley

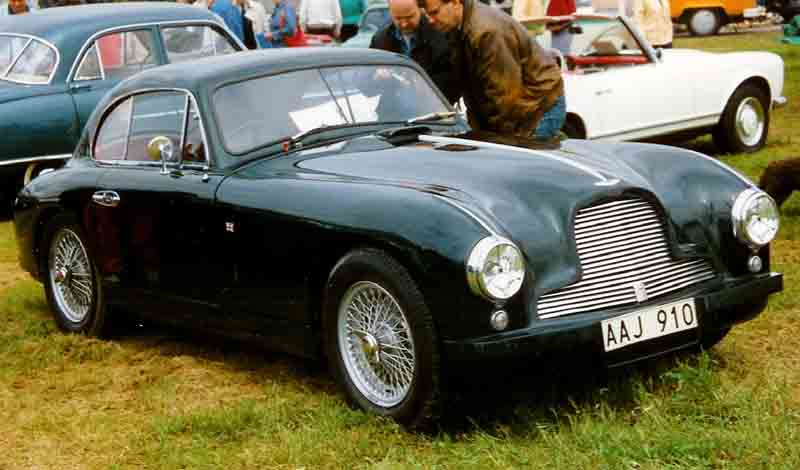
Una Aston Martin Sports Saloon
2.6 DB2 del 1952

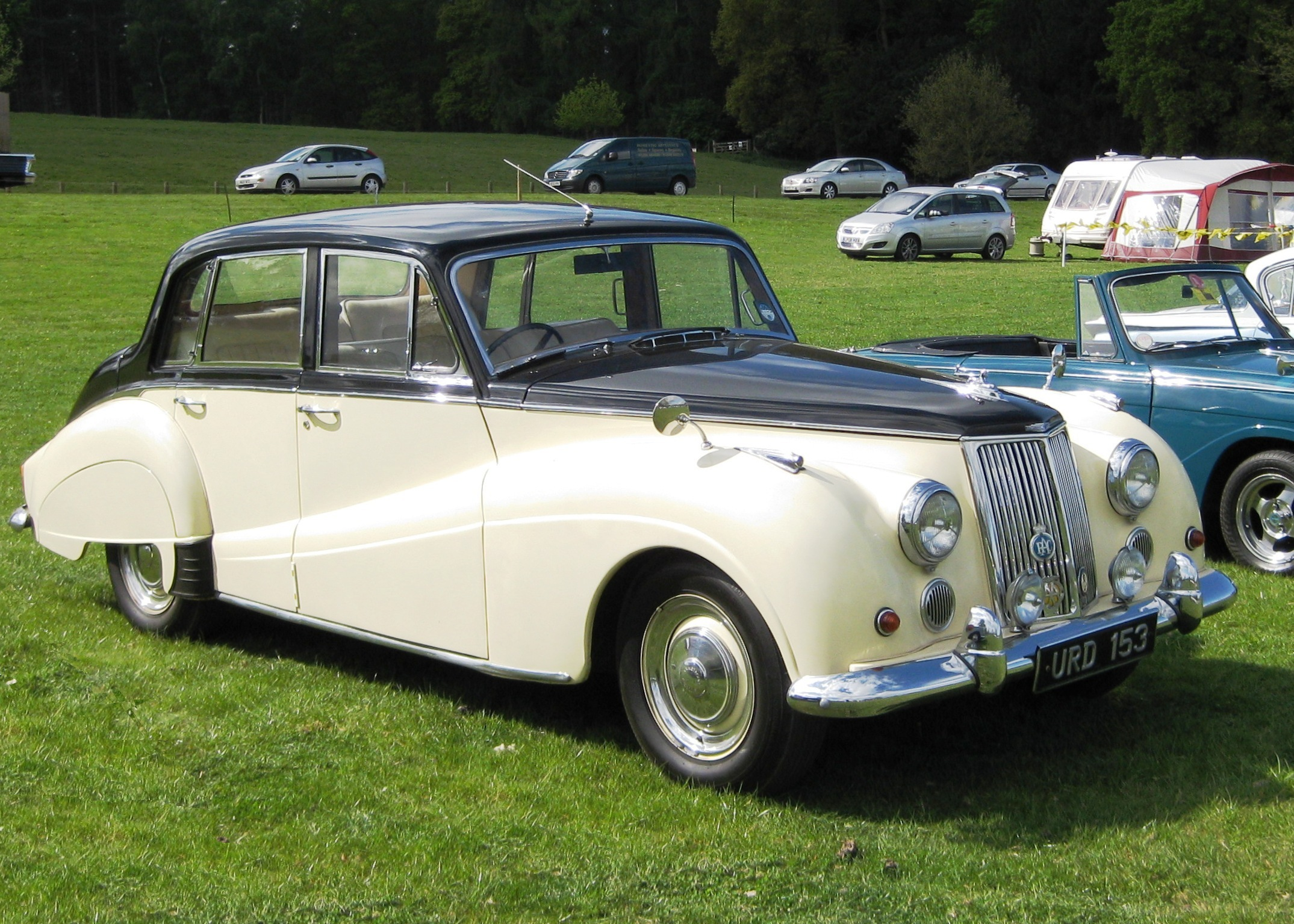
Una Armstrong Siddeley Star Sapphire

Nel settembre del 1948 fu reso noto l'acquisto della Lagonda da parte della David Brown & Sons, industria siderurgica produttrice di ruote meccaniche dentate, già proprietaria della Aston Martin e la produzione fu trasferita a Feltham.
David Brown nominò W.O. a capo del nuovo progetto della Lagonda Straight-6, insieme a Frank Feeley che disegnò la DB2. 
W.O. ricoprì la carica di ingegnere capo alla Aston Martin-Lagonda fino alla metà degli anni sessanta e poi accettò l'incarico analogo alla Armstrong Siddeley, dove divenne responsabile del progetto per la nuova Sapphire di cui disegnò anche il telaio.

### La scomparsa
Magrado W.O. si sia sposato ben tre volte non ebbe figli. Egli morì a 83 anni a Woking, un venerdì di agosto del 1971 mentre era al lavoro nella propria officina, lasciando la moglie Margaret, che morì nel 1989.